# Fundación Elhuyar

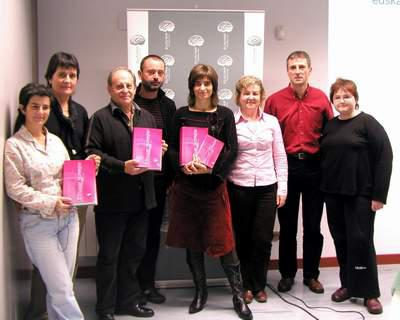
Presentación de la 4.ª edición de un diccionario en 2013.

La Fundación Elhuyar es una fundación privada que nació en 1972 como asociación para impulsar la ciencia, la tecnología y el uso del euskera. Tras un primer período, en 2002 se convirtió en una fundación sin ánimo de lucro que se financia de la aportación de los socios y de la aportación pública. El nombre de la fundación quiere hacer un homenaje a los hermanos Juan José y Fausto Elhuyar.

## Historia
El grupo Elhuyar se creó en 1972 en San Sebastián, en la Escuela de Ingenieros de la Universidad de Navarra. El nombre Elhuyar es el apellido de dos hermanos que, en 1783, en el Seminario de Nobles de Vergara, lograron obtener mediante un proceso químico la separación del wolframio. Entre los miembros fundadores estaban Luis María Bandrés, Juanjo Gabiña, Jesús Mari Goñi, Andoni Sagarna y Mikel Zalbide. También crearon la revista Elhuyar, cuyo primer número apareció en septiembre de 1974, gracias al patrocinio de la Real Sociedad Bascongada de Amigos del País.

## Publicaciones de la fundación

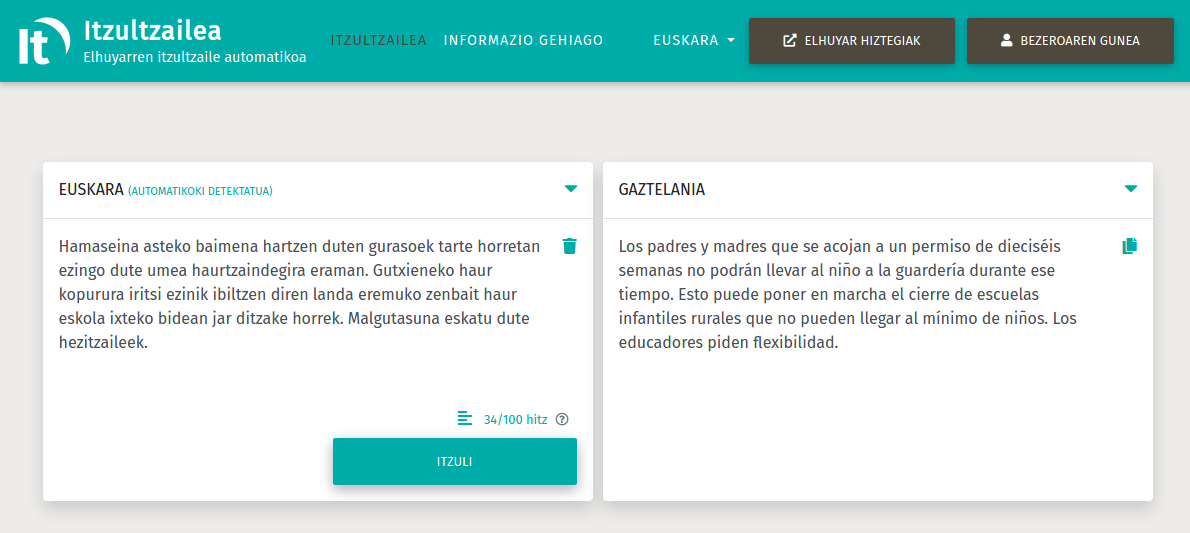
"Itzultzailea.eus", traductor automático digital.

- Itzultzailea.eus : web de traducción automática del euskera en cinco idiomas (inglés, francés, español, gallego y catalán)

Diccionarios:

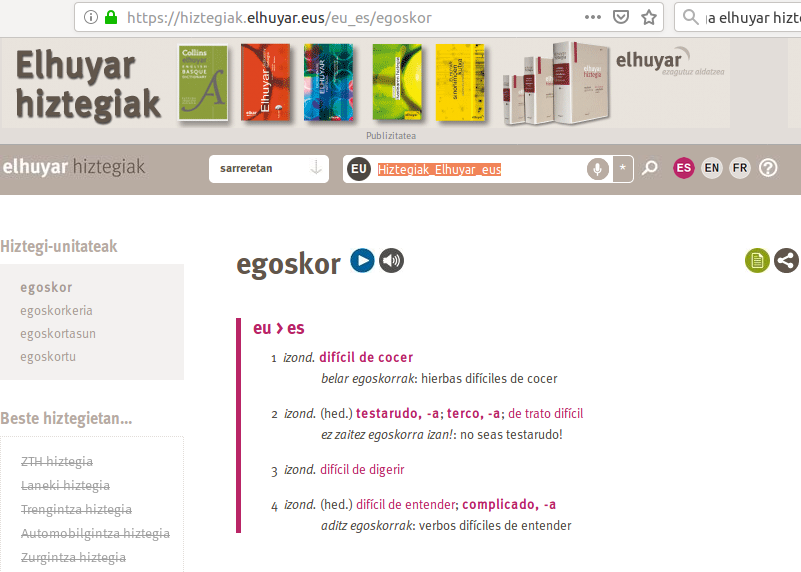
Web Elhuyar hiztegiak.

- Elhuyar hiztegia. Euskara-gaztelania / Castellano-vasco (Diccionario euskera-castellano / castellano-euskera).[6][7]
- Dictionnaire Elhuyar hiztegia Euskara-frantsesa / Français-basque (Diccionario euskera-francés / francés-euskera).
- Elhuyar dictionary hiztegia. Euskara-ingelesa / English-Basque (Diccionario euskera-inglés / inglés-euskera).
- Euskara-errusiera / Errusiera-euskara hiztegia Баскскo - Русский / Русскo - Баскский Словарь (Diccionario euskara-ruso / ruso-euskara).
- Elhuyar Zientzia eta Teknologiaren Hiztegi Entziklopedikoa (Diccionario enciclopédico de la Ciencia y la Tecnología).
- Norteko Ferrokarrila irratsaioa, zientziaren dibulgazioaz Euskadi Irratian. Gulllermo Roak dinamizatu eta aurkezten du Teknopolis telebista-saioa, zientziaren dibulgazioaz Euskal Telebistan
- Dibulgaziorako liburuak eta multimedia lanak.
- Elhuyar zientzia eta teknika aldizkaria (Revista Elhuyar de ciencia y tecnología).

## Wikipedia en euskera
En 2011, la Dirección General de Política lingüística del Gobierno vasco inició un proyecto para enriquecer el contenido de la Wikipedia en euskera y convocó un concurso público al efecto. La Fundación Elhuyar acudió al concurso y ganó la adjudicación de crear 11 000 artículos en euskera. En efecto, gracias a su buen hacer, sumó más de 11 015 entradas en la enciclopedia colaborativa, de las que el 80 % (8.785 entradas) eran nuevas y un 20 % (2.230 entradas) fueron ampliaciones o traducciones de otras lenguas.
En 2012, el contrato se firmó por 1 000 artículos nuevos. La Fundación, a final de año, concluyó sus trabajos con la publicación de 1 001 artículos nuevos en la Wikipedia en euskera.

## Premios
La Fundación Elhuyar financia varios premios cada año para impulsar la lengua vasca.